# Uniwersytet Nigeryjski
Uniwersytet Nigeryjski – uczelnia wyższa o statusie uniwersytetu publicznego z siedzibą w Nsukka w Nigerii. Założona została w 1955 roku, jednak formalnie otworzono ją 7 października 1960 roku. Uniwersytet posiada trzy kampusy ulokowane w Enugu i jeden w Abie.
To pierwszym w pełni samodzielny uniwersytet w Nigerii wzorowany na amerykańskim systemie edukacji oraz jeden z pięciu najbardziej elitarnych w kraju. Uczelnia kształci 36 000 studentów na 15 wydziałach i 102 instytutach naukowych.

## Historia
18 maja 1955 roku kilku nigeryjskich liderów z doktorem Nnamdiem Azikiwe na czele uchwaliło akt prawny umożliwiający założenie uniwersytetu we wschodnim regionie Nigerii. Data ta jest symbolicznie uważana za początek uczelni.
Jednym z pierwszych kroków podjętych przez władze wschodniej Nigerii, w celu wdrożenia pomysłu w życie, było zaproszenie doradców ze Stanów Zjednoczonych i Wielkiej Brytanii, którzy pomogliby w planowaniu materialnych i oświatowych aspektów przyszłego uniwersytetu. W 1958 roku do Nigerii przybył zespół ekspertów, który po dokładnych obserwacjach wskazał Nsukkę jako odpowiednie miejsce dla nowej uczelni. Swoje spostrzeżenia i sugestie zawarli w białej księdze wydanej 30 listopada 1958 roku. Zaproponowali w niej m.in. powołanie tymczasowej rady, która zajęłaby się sprawami technicznymi i konsultacyjnymi. Władze Wschodniej Nigerii przystały na tę propozycję i w kwietniu 1959 roku utworzyły radę dając jej wsparcie finansowe i administracyjne.
7 października 1960 roku uniwersytet został formalnie utworzony. Inauguracyjnego otwarcia dokonała księżna Aleksandra reprezentująca królową Elżbietę II podczas nigeryjskich obchodów święta niepodległości, która pod jednym z budynków położyła także pamiątkowy kamień.
Pierwsze zajęcia rozpoczęły się 17 października 1960 roku. Uczelnia liczyła wówczas 220 studentów oraz 13 pracowników akademickich.

## Kampusy

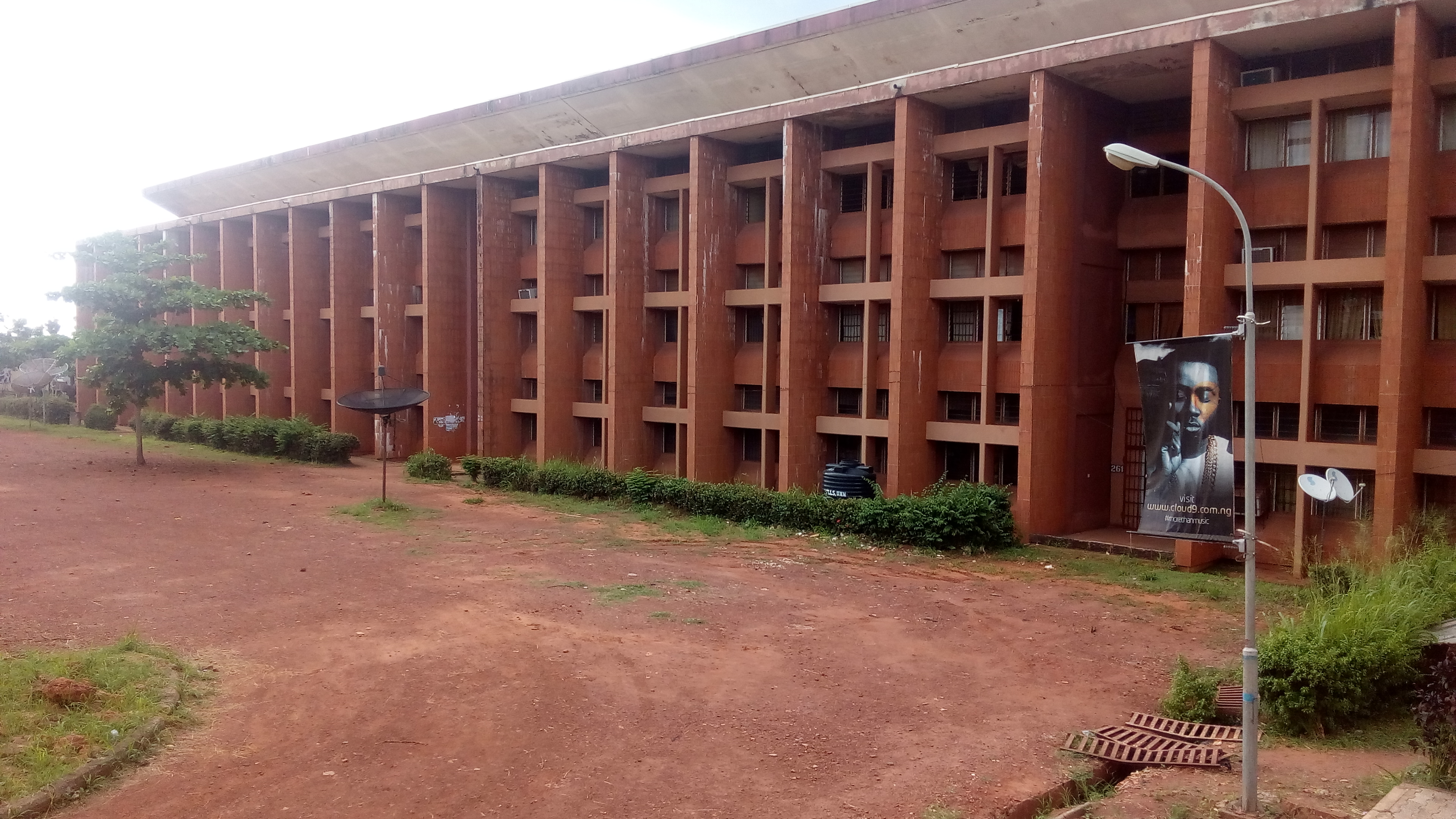
Gmach Wydziału Sztuki

W roku 1960 Nsukka była jedynym kampusem uniwersyteckim. Obecnie uniwersytet posiada cztery kampusy: w Nsukka, Enugu, Ituku-Ozalla oraz w Abie.
Główny kampus uczelni znajduje się w mieście Nsukka. Położony jest około 80 km od Enugu na pagórkowatej sawannie i zajmuje obszar 871 ha. Ponadto w skład kampusu wchodzi jeszcze 209 ha ziemi rolnej wykorzystywanej w eksperymentalnych gospodarstwach oraz 207 ha obszar, na którym znajdują się mieszkania pracowników akademickich. W kampusie mieszkają studenci wydziałów: rolnictwa, sztuki, biologii, pedagogiki, mechaniki, farmaceutyki, nauk fizycznych, socjologii oraz weterynarii.
Były nigeryjski College of Arts, Science and Technology w Enugu został wcielony do uniwersytetu w 1961 roku. Dziś jego budynki ulokowane na powierzchni 200 ha tworzą kampus Enugu. Mieszczą się w nim wydziały: administracji, środowiska, prawa i medycyny.
Około 15 km na południe od miasta Enugu ulokowany jest kampus Ituku-Ozalla. Na jego terenie (500 ha) znajduje się klinika uniwersytecka i mieszczą się wydziały: medyczny, dentystyczny oraz nauk o zdrowiu i technologii medycznych.
Z kolei w kampusie w Abie znajduje się Instytut Języków Nigeryjskich.
Wcześniej uniwersytet posiadał jeszcze kampus w Calabar, otworzony w październiku 1973 roku, ale cztery lata później stał się on siedzibą Uniwersytetu Calabar.